# Dlouhoňovice
Dlouhoňovice är en ort i Tjeckien.   Den ligger i regionen Pardubice, i den östra delen av landet, 140 km öster om huvudstaden Prag. Dlouhoňovice ligger 416 meter över havet och antalet invånare är 794.
Terrängen runt Dlouhoňovice är varierad.Runt Dlouhoňovice är det ganska tätbefolkat, med 129 invånare per kvadratkilometer. Närmaste större samhälle är Žamberk, 2,5 km nordost om Dlouhoňovice. Omgivningarna runt Dlouhoňovice är en mosaik av jordbruksmark och naturlig växtlighet.